# Isensee (Osten)
Isensee ist ein Dorf in der Gemeinde Osten (Samtgemeinde Hemmoor) im Landkreis Cuxhaven, Niedersachsen.

## Geografie
Der Ort liegt in der Marsch von der Oste. In Richtung Osten erstreckt sich das Kehdinger Moor. Das Wasser aus diesem Gebiet fließt über Gräben (Herrenfleet, Großes Fleet) zur Oste ab.
Die Nachbarorte sind Osten, Niederstrich und Oberndorf.

## Historie
Im Deutsch-Französischen Krieg ist ein Soldat aus Isensee gefallen oder wird vermisst. Im Ersten Weltkrieg waren es 48.

### Verwaltungsgeschichte
In der Franzosenzeit gehörte der Ort zunächst von 1810 bis 1811 zum Königreich Westphalen, zur Mairie Isensee im Kanton Osten und von 1811 bis 1814 zum Französischen Kaiserreich unter Napoleon, zur Mairie Osten im Kanton Himmelpforten.
Der Ort lag vor 1852 im Gericht Osten, das 1852 zum Amt Osten wurde. 1885 wurde es Teil des Kreises Neuhaus. 1932 kam es zum Kreis Land Hadeln und wurde schließlich 1977 Teil des Landkreises Cuxhaven.
Von 1964 bis 1972 war Isensee Teil der Samtgemeinde Osten. Am 1. Juli 1972 wurde Isensee im Rahmen der Gebietsreform in Niedersachsen zusammen mit Osten und Altendorf zur neuen Gemeinde Osten zusammengeschlossen.

### Einwohnerzahlen
| Jahr | Einwohner                 |
| ---- | ------------------------- |
| 1848 | 1095 Menschen, 189 Häuser |
| 1858 | 1099 Menschen             |
| 1871 | 1083 Menschen, 212 Häuser |
| 1885 | 1027 Menschen, 208 Häuser |
| 1905 | 0887 Menschen, 197 Häuser |
| 1910 | 0840 Menschen             |
| 1925 | 0737 Menschen             |
| 1933 | 0674 Menschen             |
| 1939 | 0638 Menschen             |
| 2024 | ~ 800 Menschen            |

### Religion
Isensee ist evangelisch-lutherisch geprägt und gehört zum Kirchspiel Osten.

### Wappen
Das Wappen von Isensee zeigt auf rotem Grund drei silberne Zickzack-Balken mit fünf Spitzen.
Isensee hat damit das Wappen der ausgestorbenen Familie von Ostenhagen übernommen, die in Isensee das Gericht innehatte.

## Kultur
Ein Denkmal für die Gefallenen aus Isensee im Deutsch-Französischen Krieg und den beiden Weltkriegen steht bei der Kirche in Osten.

### Sport
Der Schützenverein Isensee wurde 1925 gegründet und hat sich 1949 mit dem 1901 gegründeten Schützenverein Schüttdamm zum Schützenverein Schüttdamm-Isensee zusammengeschlossen. Der Verein hat heute rund 800 Mitglieder.

## Infrastruktur
Die Freiwillige Feuerwehr Osten ist seit jeher auch für Isensee mit zuständig.

### Verkehr
Im Gebiet von Isensee gibt es hauptsächlich kleinere Straßen. Die Siedlung wird im Süden von der Bundesstraße 495 umgeben, die im Westen nach Osten und weiter nach Hemmoor/Basbeck/Warstade an die B73 führt, und im Osten zur Landesstraße 111 läuft. Dann führt die Landesstraße 113, die aus dem Süden kommt und an die B495 anschließt, westlich an Isensee entlang und verläuft nach Norden in Richtung Freiburg. Im Norden zweigt von der L 113 die Kreisstraße 27 ab, die im Osten an Isensee vorbeiführt und im Südosten mit der B 495 verbunden ist. Der Verkehr in Richtung Westen verläuft vollständig über die Brücken über die Oste in Oberndorf und Osten.
Die nächste Autobahn ist die Autobahn 26 (Abfahrt Stade–Hamburg). Die Abfahrt 2 Stade-Süd liegt etwa 35 Kilometer im Südosten von Isensee an der B73.
Der nächste Bahnhof ist etwa neun Kilometer entfernt im Südwesten, der Bahnhof Hemmoor an der Niederelbbahn von Cuxhaven nach Hamburg.